# تاريخ جمهورية البندقية

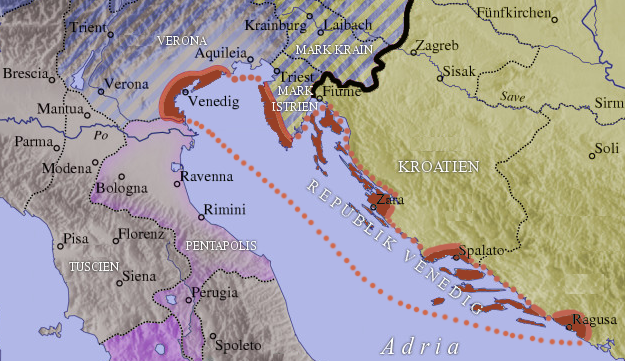

جمهورية البندقية أو جمهورية فينيسيا (بالفينيشية: Republica Vèneta؛ بالإيطالية: Repubblica di Venezia)، المعروفة تقليديًا باسم جمهورية البندقية الهادئة (بالفينيشية: Serenìsima Republica Vèneta؛ بالإيطالية: Serenissima Repubblica di Venezia)، كانت دولة ذات سيادة وجمهورية بحرية في شمال شرق إيطاليا، وقد وُجِدت في الألفية ما بين القرن الثامن وعام 1797.
وُجِد مقرها في مجتمعات البحيرات الشاطئية في مدينة البندقية المزدهرة تاريخيًا، وكانت قوة أوروبية اقتصادية وتجارية رائدة خلال العصور الوسطى وعصر النهضة، وأنجح الجمهوريات البحرية الإيطالية. وبحلول أواخر العصور الوسطى، كانت قد أحكمت قبضتها على أقاليم هامة في البر الرئيسي لشمال إيطاليا، والمعروفة باسم دوميني دي تيرافيرما، أي الممتلكات البرية (بالإيطالية: Domini di Terraferma)، إلى جانب معظم ساحل دالماسيا على الجانب الآخر من البحر الأدرياتيكي، وجزيرة كريت والعديد من المستعمرات الصغيرة في أنحاء البحر الأبيض المتوسط، المعروفة معًا باسم ستاتو دا مار، أي الدولة البحرية (بالإيطالية: Stato da Màr).
بدأ انحطاط سياسي واقتصادي بطيء حوالي العام 1500، وبحلول القرن الثامن عشر أضحت مدينة البندقية معتمدةً بشكل كبير على التجارة السياحية كما هي الحال حتى الآن. وفُقِدت أجزاء كبيرة من ستاتو دا مار.

## الأصول
يبدأ تاريخ جمهورية البندقية تقليديًا بتأسيس المدينة ظهر يوم الجمعة 25 مارس 421 م على يد سلطات بادوفا بغية إنشاء مركز تجاري في تلك المنطقة من شمال إيطاليا؛ وقد وُسِم تأسيس جمهورية البندقية بتأسيس كنيسة سانت جيمس. بيد أن الكنيسة (يُعتقد أنها سانت جاكومو دي ريالتو) لا يعود تاريخها أبعد من القرن الحادي عشر.
على الرغم من عدم نجاة سجلات تاريخية تتناول مباشرة تأسيس البندقية، فقد أرّخ كتاب وقائع القرن الحادي عشر كرونيكون ألتنت تاريخ أول مستوطنة في ريفو ألتو («الشاطئ العالي»، أصبحت فيما بعد ريالتو) تكريسًا لافتتاح كنيسة سان جاكوميتو على ضفة القنال الكبير الحالي التي قيل إنها أُسست ظهيرة يوم 25 مارس 421 م (عيد البشارة). ومع ذلك، أظهرت الدراسات أن هذه الكنيسة تعود إلى منتصف القرن الثاني عشر.
وفقًا لما تتناقله الأعراف، تألف السكان الأصليون من لاجئين من مدن رومانية قريبة مثل بادوفا، وأكويليا، وتريفيزو، وألتينو، وكونكورديا (كونكورديا ساجيتاريا حديثًا)، فضلًا عن الريفيين غير المحميين الذين كانوا يفرون من الهجمات المتتالية لشعب الهون والغزوات الجرمانية. وهذا مدعّم أيضًا بالوثائق حول ما يُسمى «الأسر الرسولية»، وهم الأُسر الاثنتا عشرة المؤسسة للبندقية والتي انتخبت الدوق الأول، والتي يُتبع نسبها في معظم الحالات بالعودة إلى الأسر الرومانية.
دمر الشعب الكوادي والماركوماني المدينة الرومانية الرئيسية في المنطقة، أوبيترغيوم (أوديرزو حديثًا) بين عامي 166 - 168 ميلادي. بعد أن استردّت قوتها وانتعشت، دمّرت ثانيةً – هذه المرة بشكل نهائي – على يد اللومبارديين بقيادة غريموالد الأول من بينيفينتو عام 667 م. اجتيح هذا الجزء من إيطاليا الرومانية مرة أخرى في أوائل القرن الخامس من قبل القوط الغربيين وأتيلا الهوني الذي نهب ألتينوم (بلدة على ساحل البر الرئيسي لبحيرة البندقية «هور فينيسيا») في 452 م. كانت هجرة اللومبارديين آخر وأطول هجرة إلى شمال شبه الجزيرة الإيطالية عام 568 م، وكانت أكثرها تدميرًا للمنطقة الشمالية الشرقية، حيث تقع جمهورية فينيسيا (فينيتو وفريولي حديثًا)، وحصرت الأراضي الإيطالية للإمبراطورية الرومانية الشرقية في جزء من وسط إيطاليا والبحيرات الساحلية في فينيسيا، والمعروفة باسم إكسرخسية رافينا. في هذا الوقت تقريبًا، يذكر كاسيودوروس «سكان البحيرة» (باللاتينية: incolae lacunae)، وصيد الأسماك وأعمال الملح خاصتهم، وكيف عززوا الجزر بإقامة السدود.
مع تضاؤل قوة الإمبراطورية البيزنطية في شمال إيطاليا في أواخر القرن السابع، تجمعت مجتمعات البحيرة للدفاع المشترك ضد اللومبارديين، ليشكلوا ما عُرف بدوقية فينيسيا. تضمنت الدوقية بطريركية أكويليا وبطريركية غرادو (فريولي حديثًا) على بحيرة غرادو وكارول شرق فينيسيا. اتصلت رافينا والدوقية عبر مسارات بحرية فقط، وازداد الاستقلال الذاتي للدوقية مع موقعها المعزول. وقد شكل كبار الأطربونات (بالإيطالية: tribuni maiores) أول لجنة مركزية دائمة تحكم الجزر في البحيرة - والتي يرجع تاريخها حسب التقاليد إلى نحو عام 568 م.
في أوائل القرن الثامن، انتخب سكان البحيرة زعيمهم الأول أورسو إباتو (أورسوس)، وهو ما تم تأكيده من قِبل البيزنطيين الذين لقبوه بلقبي هيباتوس ودوكس. تاريخيًا، كان أورسوس أول دوق للبندقية. ومع ذلك، فإن التقاليد – منذ أوائل القرن الحادي عشر – تفيد أن الفينيسيين قد أعلنوا أولًا عن باولو لوتشو أنافيستو (أنافستوس باولسيوس) كالدوق الأول في عام 697 ميلادي، مع أن التقليد يعود تاريخه فقط إلى كتاب وقائع البندقية أو كرونيكون فينيتوم (باللاتينية: Chronicon Venetum) لجون، شمّاس البندقية (جون الشمّاس). مع ذلك، تمركزت قاعدة سلطة الدوقات الأوائل في إراكليا.
في البداية، كانت المستوطنة الرئيسية في مكان آخر في البحيرة، وليس على جزر مجموعة ريالتو التي شكلت فيما بعد قلب البندقية. تُعتبر جزيرة أوليفولو (سان بيترو دي كاستيلو حاليًا) الواقعة في الطرف الغربي من الأرخبيل والأقرب إلى الشواطئ الرملية للبحيرة، واحدة من المستوطنات الأولى الموثقة في مجموعة جزر ريالتو. تظهر الحفريات الأثرية أن هذه الجزيرة كانت مأهولة بالفعل في القرن الخامس. تشير الأختام الإمبراطورية البيزنطية في القرنين السادس والسابع إلى مكانتها المهمة سياسيًا آنذاك. كان هناك قلعة، لربما من القرن السادس. يذكر كتاب وقائع البندقية لجون الشمّاس في أوائل القرن الحادي عشر أن أبرشية أوليفولو تأسست في 774-776 على يد الدوج القاضي الأول ماوريتسيو غالبايو (764-787)، وأن أسقفية أولبيريو تأسست في أوليفولو بحلول العام 775 ويُعزى فضل تأسيس كاتدرائية سان بيترو دي كاستيلو إلى أسقفية أورسو بارتيشيباتزيو وإكمالها في 841. ثمّة دليل آخر في ما كان سيصبح لاحقًا سيستيري (منطقة) كاناريجو على وجود مستوطنة مبكرة في مجموعة جزر ريفو ألتو. أيًا كانت المستوطنات المبكرة في مجموعة جزر ريفو ألتو التي ستشكل مدينة البندقية لاحقًا، فإن المنطقة لم تبدأ في التوسع الحضري كما ينبغي حتى القرن التاسع.